# Hydriomena lapponica
Hydriomena lapponica är en fjärilsart som beskrevs av Karl Schawerda 1938. Hydriomena lapponica ingår i släktet Hydriomena och familjen mätare. Inga underarter finns listade i Catalogue of Life.